# Бундевара
Бундевара (от серб. бундева — «тыква») — сербский пирог с тыквой. Также распространён и в других бывших республиках Югославии.
Это сладкий пирог из листов тонкого теста, закрученных в рулет, похожий на штрудель или вертуту. Часто используют тесто филло. Листы теста (три-четыре) промазывают сливочным или растительным маслом и укладывают на них начинку. Затем скручивают в рулет.
Начинка состоит из тёртой тыквы с сахаром и пряностями, как правило, это корица. Также используют мускатный орех, изюм или тёртую лимонную цедру. Готовый пирог посыпают сахарной пудрой ванильным сахаром. Подаётся горячим или холодным.
Болгарским аналогом бундевары является тыквенник (болг. тиквеник), начинка которого также состоит из натёртой тыквы, сахара и дробленых грецких орехов. Также добавляется масло. Рулеты укладывают на противень, обычно сворачивают в круг и выпекают. Тыквенник считается разновидностью баницы. Подаётся с йогуртом или компотом.